# 程子健
程子健（1902年—1973年），四川荥经人，中华人民共和国政治人物。
担任西南行政委员会委员、民族事务委员会主任委员。1954年，当选第一届全国人民代表大会代表。